# Ситняг голчастий
Ситняг голчастий (Eleocharis acicularis) — вид багаторічних кореневищних трав'янистих рослин родини осокові (Cyperaceae). Етимологія: лат. acicularis — «голчастий».

## Опис
Кореневище повзуче, товщиною 0,25–0,5 мм, може бути розгалуженим і потовщеним на кінцях. Стебла гладкі або ребристі, яскраво-зелені, до 10 см (або більше, якщо під водою). Листки 2–3 см завдовжки і шириною 0,2 мм. Від 3 до 8, рідше до 15 квіток знаходяться в 2–4, рідко довжиною до 7 мм, від 1 до 2 міліметрів в ширину колосках. Приймочок 3. Приквітники коричневі. Горіхи поздовжньо ребристі.

## Поширення

### Загальне
Поширений у більшій частині Європи на південь до Північної Африки (Марокко) і на схід через Кавказ, північ Середнього Сходу, Казахстан і Монголію, до Далекого Сходу Росії, Корейського півострова, Китаю і Японії на південь через В'єтнам до Філіппін і Суматри. Також зростає по всій Північній (вкл. Ґренландію), Центральній і західній частині Південної Америки. Вид, мабуть був введений в Австралію, на острови Гілберта і Каролінські острови. Росте на краях озер, ставків, водосховищ, річок, вологих лук і рисових полів у місцях, схильних до затоплення взимку, і повністю водний у мілких, стоячих або повільно рухомих середньо або сильно насичені поживними речовинами води. Укорінюється в пісок, гравій, бруд або мул, часто утворюючи великі газони, але квітне тільки при падінні рівня води. E. acicularis широко продається для садових ставків.

### В Україні
Вид знаходиться у червоному списку Дніпропетровської області. Зростає в Поліссі доволі часто, у лісостепі — рідко.

## Галерея

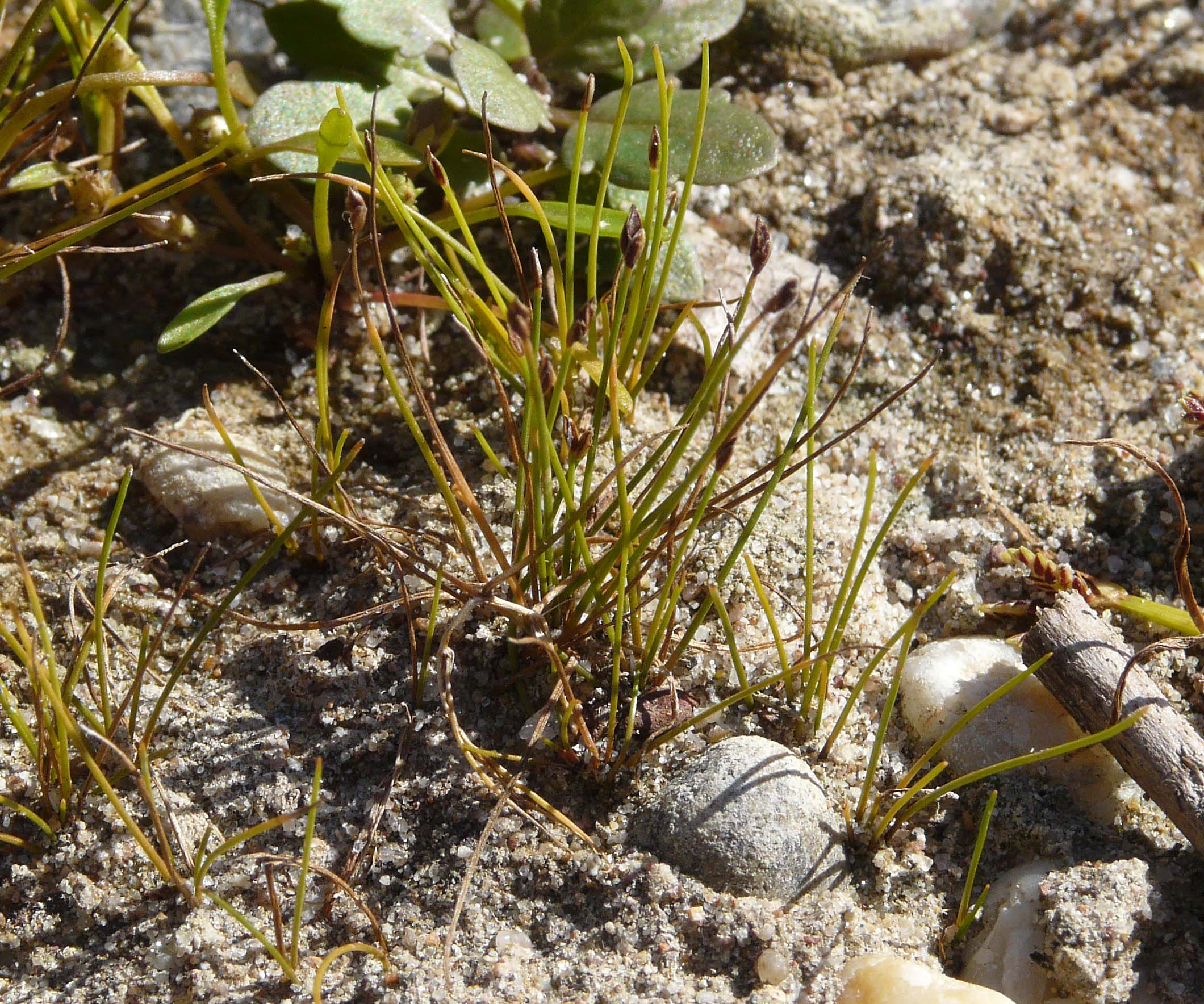
Загальний вигляд
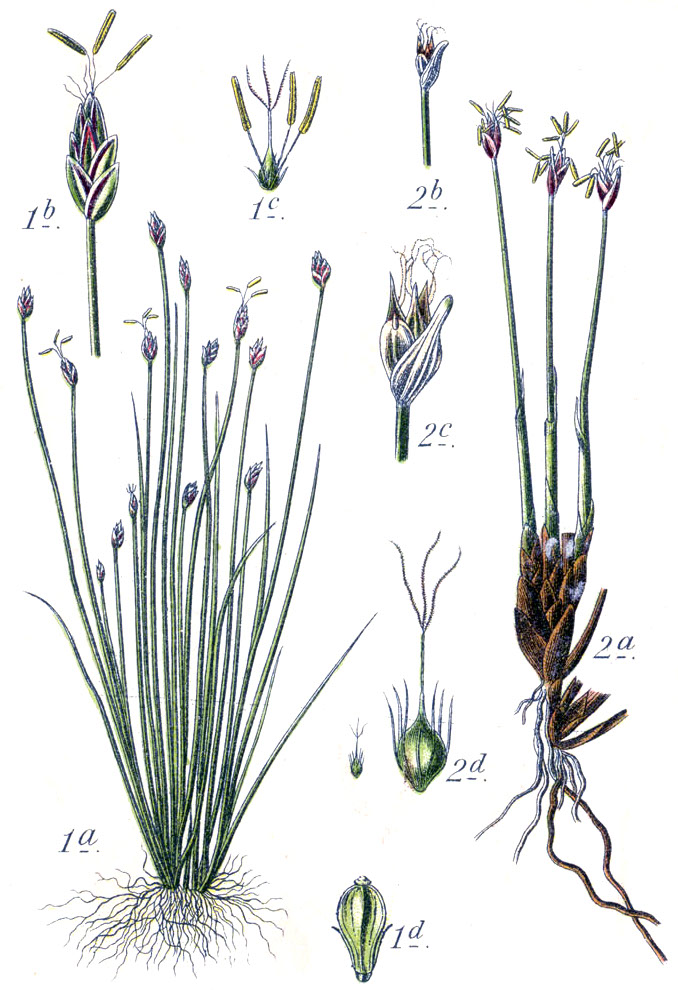
1. Eleocharis acicularis